# Pegel Marseille
Der Pegel Marseille bezeichnet die Bezugshöhe Frankreichs.

## Geschichte
Die unterschiedlichen Höhen des Meeresspiegels des Mittelmeers wurde bei Marseille mit einem Mareografen gemessen. Anschließend wurde der Mittelwert der Werte als Bezugshöhe festgelegt. Die Gezeiten sind im Mittelmeer nur schwach ausgeprägt.
Im Laufe der Zeit wurden verschiedene Definitionen des Pegels Marseille verwendet, welche sich aber kaum unterscheiden:
- Bourdaloue-Null von 1860
- Lallemand-Null von 1897 aus den Werten von 1884 bis 1896
- IGN69-Null von 1969.

Die Festlegung des Pegels Marseille hat auch die Höhendefinition der Schweiz beeinflusst. Bis 1902 war der Schweizer Höhenfestpunkt Repère Pierre du Niton als 376,86 m über dem Pegel Marseille definiert. Um Abweichungen zu kompensieren, wurde 1902 die Schweizer Angabe auf 373,6 m über dem Pegel Marseille festgelegt.

## Mareograf in Marseille

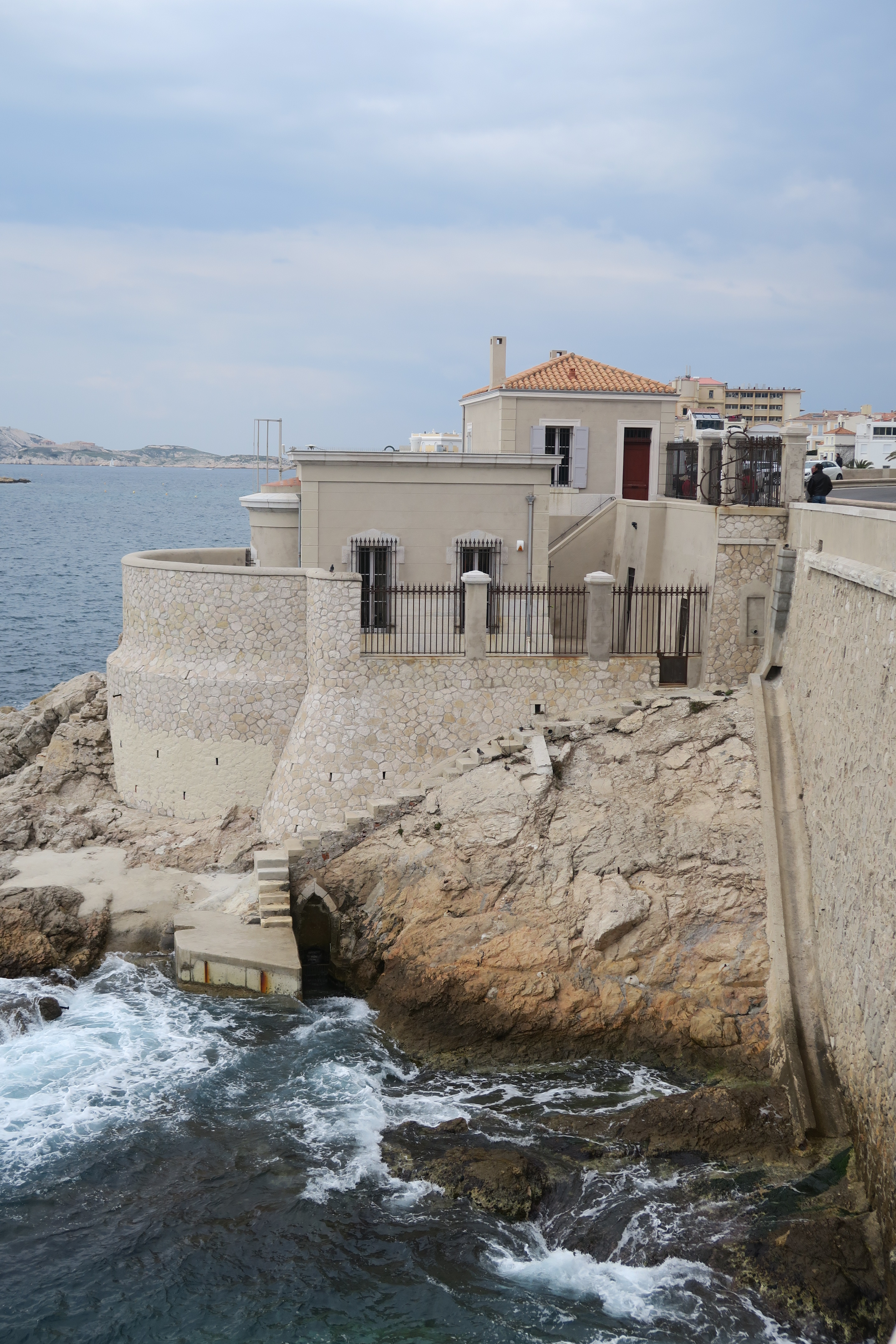
Mareograf in Marseille, Adresse: 174, Corniche du Président John Fitzgerald Kennedy

Seit der Festlegung des Nullpunktes ist die Höhenangabe Pegel Marseille im Prinzip von Wasserspiegelschwankungen unabhängig. An die Abhängigkeit von einem Wasserstand erinnert nur noch das Wort Pegel im Namen.